# Drosanthemum wittebergense
Drosanthemum wittebergense är en isörtsväxtart som beskrevs av L. Bol. Drosanthemum wittebergense ingår i släktet Drosanthemum och familjen isörtsväxter. Inga underarter finns listade i Catalogue of Life.